# Two Naughty Boys Teasing the Cobbler
Two Naughty Boys Teasing the Cobbler é um filme de comédia do Reino Unido de 1898. O filme mudo foi escrito, dirigido e produzido por James Williamson.